# Lina Castrillón
Lina Castrillón (Cali, Valle del Cauca, 22 de enero de 1984) es una actriz y empresaria colombiana con más de 10 años de experiencia en televisión, cine y teatro.

## Carrera
Cuenta con más de 30 producciones en su carrera. Realizó estudios de técnica vocal, canto y baile; cursos de pasarela, glamour y etiqueta con Beatriz Martínez; taller de actuación con Jaqueline Enríquez y Jorge Herrera; talleres de casting con Humberto Rivera, Mauricio Martínez y Gerardo Lucio con Rossy Maya en Televisa; así como estudios en la academia de actuación Naar Landaeta.
En teatro ha participado en el musical Momentos de verdad dirigido por Mario Ruiz, Susana fin de semana dirigido por Sandra Naar, Tracamandaka y Cómo decirle que no la quiero pero la amo dirigida por Juan Sebastian López.

## Filmografía

### Televisión
- Darío Gómez: el rey del despecho (2024-2025) — Mónica Restrepo
- Leandro Díaz[3] (2022-2023) — Miryam
- Manual para Galanes 2[4] (2021)
- Interiores (2021) — Lucia Sanchez[5]
- Verdad oculta[6] (2020) — Yolima Ferro alias 'La Piraña' / Milena Ferro
- El general Naranjo (2019)
- El Charrito Negro, el sueño de un ídolo (2019) — Chavela Guarín
- El Bronx (2019) — Capitana Carmen Andrade
- La ley del corazón (2018-2019)
- Narcos (2017) — Patricia Pallomari
- Sobreviviendo a Escobar, alias JJ (2017) — Victoria De Mahecha
- Dulce amor (2015) — Noelia Fernández
- La selección (2013) — Leticia Estrada
- La ruta blanca (2012)
- Historias Clasificadas (2012)
- Primera Dama (2012)
- Los Canarios (2011)
- El man es Germán (2011)
- Tu voz estéreo (2010-2012) — Varios personajes
- Mujeres al límite (2010) — Varios personajes
- A corazón abierto (2009-2010) — Sandra Galindo
- Oye bonita (2008-2010) — Lina
- Padres e hijos (2008)
- El cartel de los sapos (2008) — Karina
- Así es la vida (2008) — Varios personajes
- Tu voz estéreo (2008) — Varios personajes

## Cine
- Escándalo Secreto, en plena cuarentena (2022)[7]
- Un rabón con corazón (2022)[8]
- Boyaco Man (2019)
- La caleta (2018)
- ¿En dónde están los ladrones? (2017) — Bibiana
- Uno al año no hace daño (2014)
- Secretos (2013) — dirigió Fernando Aillón
- ¿Por qué dejaron a Nacho si era tan buen muchacho? (2013) — dirigió Fernando Aillón
- La sucursal del cielo (2012) — dirigió Max Enríquez
- Uno al año no hace daño (2012) — dirigió Juan Camilo Pinzón
- La caleta (2012) — dirigió Carlos Julio Ramírez